# Draheničky (tvrz)
Tvrz Draheničky je dvoupatrová renesanční budova na severozápadní straně poměrně rozsáhlého areálu, tvořící s dalšími třemi nižšími budovami čtverec o straně zhruba 70 m. Leží v ohybu silnice na východním okraji Draheniček, malé vesničky v mírně zvlněné zemědělské kulturní krajině mezi městy Písek a Rožmitál pod Třemšínem. Od roku 1963 je objekt památkově chráněn.

## Historický a stavební vývoj

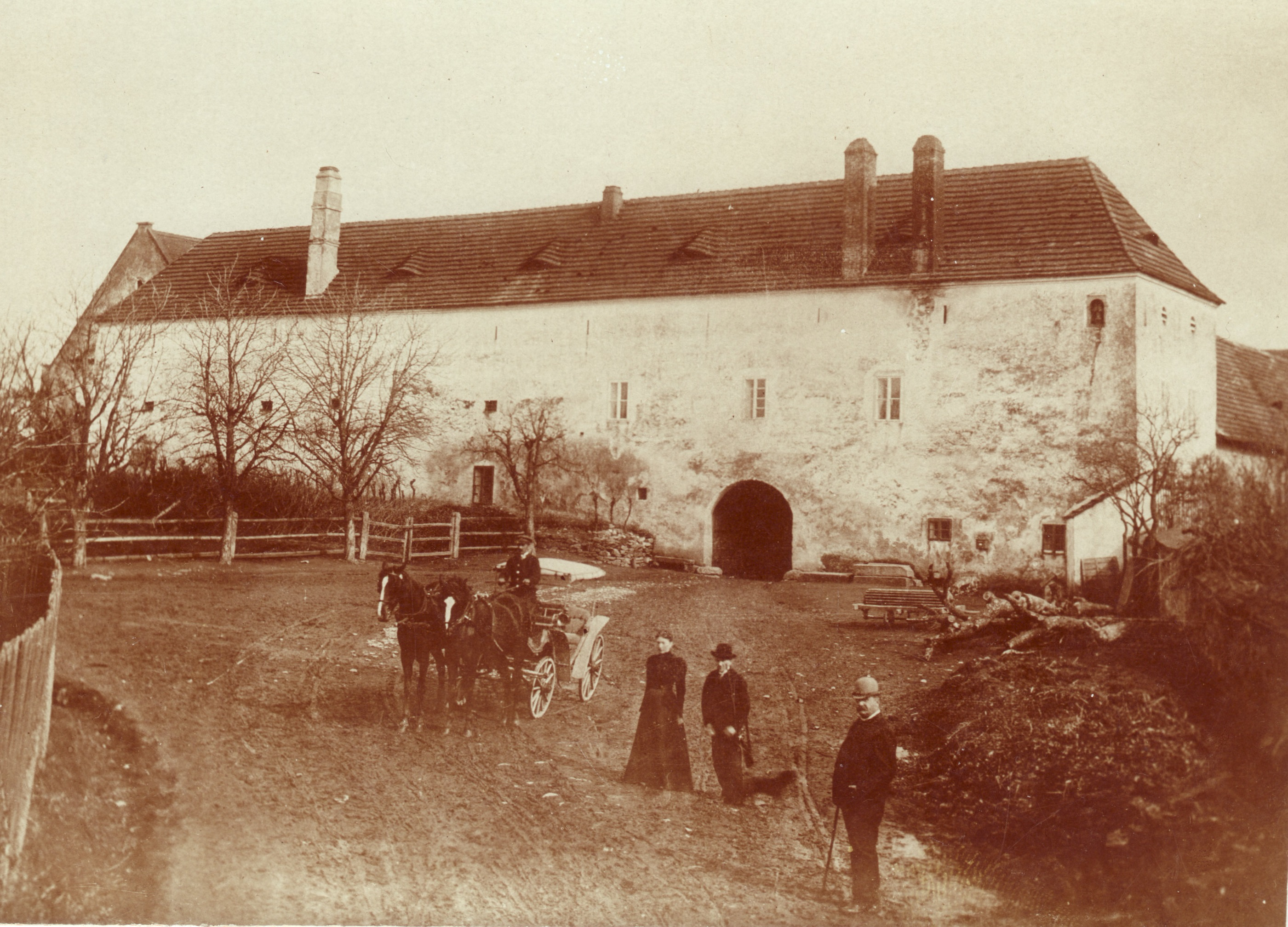
Drahenický dvůr kolem roku 1890

Draheničky byly původně součástí manství patřícího ke královskému hradu Zvíkov. Jsou prvně výslovně zmíněny v roce 1323, kdy je Jan Lucemburský daroval Petrovi z Rožmberka. O existenci dvorce v „malých Drahenicích“ je pak zmínka v polovině 16. století, kdy pravděpodobně vznikl objekt původní renesanční tvrze, vybudovaný z lomového kamene. Někdejší budova tvrze je patrná v západní nárožní části dvora, kde jsou dochovány některé historické stavební konstrukce i fragmenty původní malířské výzdoby nad klenutými prostorami v přízemí. 
V roce 1577 celou osadu Draheničky i s dvorem odprodal tehdejší majitel zvíkovského panství Kryštof ze Švamberka paní Voršile Vrábské z Bukova. Tvrz pak už nesloužila jako panské sídlo, byla využívána pro zemědělské účely a postupným rozšiřováním o další hospodářské budovy vznikla dnešní podoba čtvercového dvora.   
Letopočet na stodole (1717) svědčí o barokních stavebních úpravách, zatímco plackové klenby v hospodářských objektech pocházejí z pozdějších klasicistních stavebních úprav. Z císařského otisku a indikační skici Stabilního katastru z roku 1830 ve srovnání se zobrazením po reambulaci originálních map Stabilního katastru provedené roku 1875 je patrno, že k uzavření severního nároží dvora došlo až přestavbou severovýchodního křídla zhruba v polovině 19. století.

## Současný stav památky

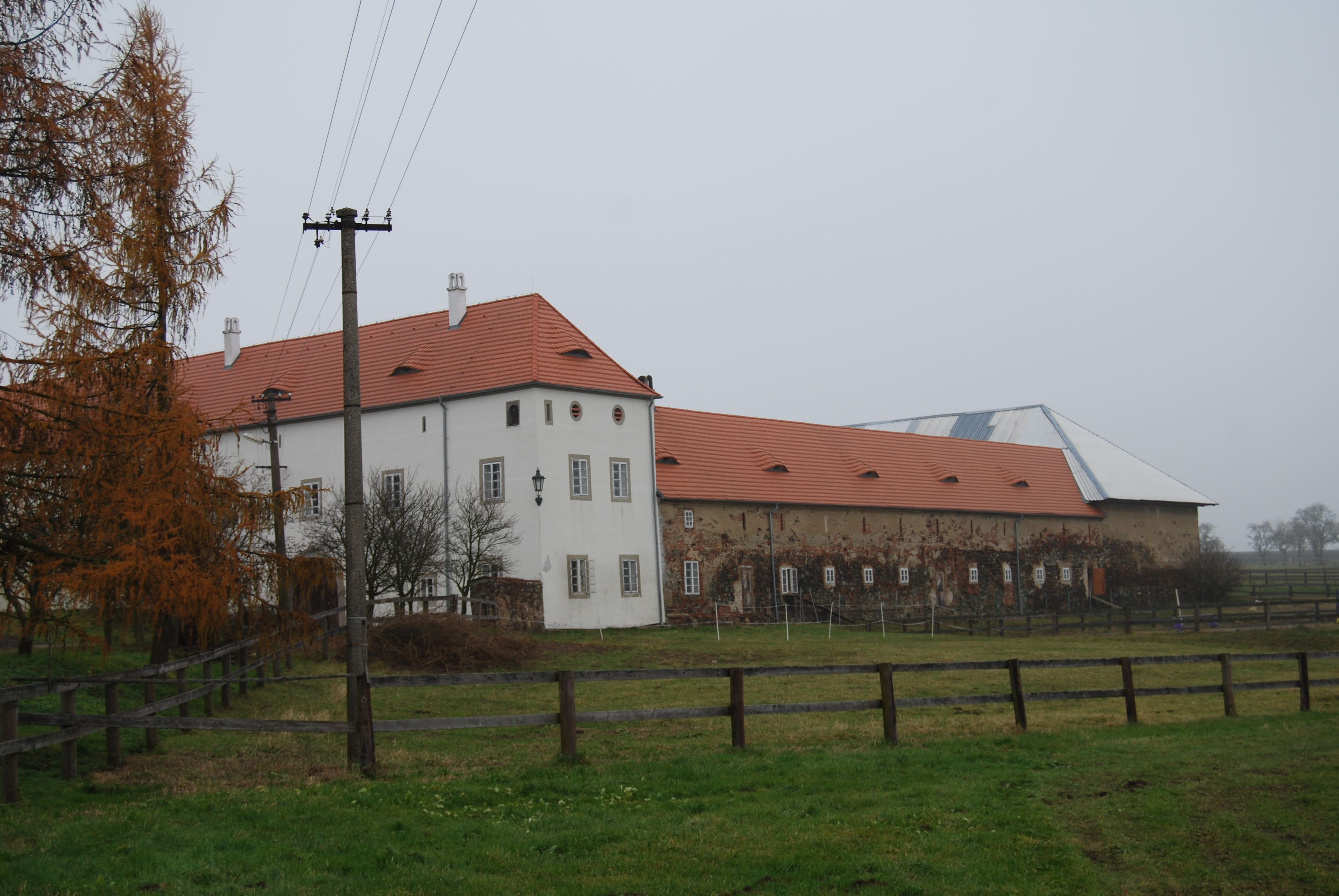
Západní nároží s pastvinou

Tvrz v Draheničkách je památkově chráněna od roku 1963. Je dokladem toho, jak se měnilo původně panské sídlo v průběhu časového úseku několika století. Hodnotné a působivé jsou také klenuté interiéry, které jsou v obytných i v některých hospodářských částech areálu.
Celý objekt dvora i s přilehlými pastvinami na jižní straně je v soukromém vlastnictví, je využíván k chovu koní a není tedy běžně přístupný. Stavební stav (v roce 2018) je uspokojivý, objekt je částečně zrekonstruován: jsou opraveny všechny střechy včetně krovů, byla vyměněna okna, dveře a vrata. Byla opravena fasáda severozápadního křídla (hlavní budova s klenutým průjezdem a na ni navazující špejchar).

## Okolí
Nejbližším významnějším objektem je fotovoltaická elektrárna jihovýchodně od tvrze. V trochu vzdálenějším okolí stojí za pozornost například zámek v Drahenicích, kostel sv. Klimenta a zvonice v Mirovicích, nebo zámek Březnice s renesanční zahradou a anglickým parkem.